# Pafpetakel
Pafpetakel er et dansk, musikalsk projekt, der blev etableret i 1989 af Lars Fuhr (kaldet Doctor Paf) og John Strandskov (tidl. Hansen). Lars Fuhr producerede og stod for det meste af musikken og teksterne på de første tre plader, mens John Strandskov primært var ansvarlig for teknik, mix og programmering.
De to efterfølgende studiealbums var Lars Fuhr solo, men altså stadig under navnet Pafpetakel. I 2006 kom nummeret "Det er fint vejr" på Dansktoppen.
Pafpetakel fik kultstatus med den første plade, der indeholdt en masse "kaudervælske lydcollager", som bandet kaldte det. Gradvist blev der dog plads til mere egentlig musik på pladerne, men de var stadig spækket med et usædvanligt mix af stilforvirring, ironi, satire og sarkasme.
Inden etableringen af Pafpetakel havde Lars Fuhr og John Strandskov spillet sammen i flere andre sammenhænge, bl.a. Studie Grønkål.
Pafpetakel har spillet ni koncerter siden etableringen. Debutkoncerten fandt sted på Rytmeposten i Odense i 1994, fem år efter udgivelsen af den første plade. Koncerten var en bizar seance, hvor scenen var dekoreret med enorme mængder afrevne dukkelemmer, udstoppede dyr og et klaver, der kørte op og ned på en rampe under hele koncerten. Den usædvanlige scenografi var skabt af kunstneren Sten Bülow Bredsted. Pafpetakel har i 2020 udgivet en optagelse af debutkoncerten på diverse digitale streamingtjenester under navnet "Den gule elefant og et vognlæs med gamle, rådne lokummer", der er titlen på et digt, der fremføres undervejs.
I 2020 har bandet også udgivet en samling demo-optagelser som "Udsalg på luftforurening".
I 1994 var Pafpetakel en del af kunstfestivalen SOFA, der samlede kunstnere fra en række lande i Nyborg. Bandet lagde musik til uropførelsen af "Balletten", en danseperformance iscenesat af Lars Fuhr.
Pafpetakel har haft flere forskellige opstillinger til koncerterne. Foruden Lars Fuhr og John Strandskov har følgende deltaget i en eller flere koncerter: Svenne Hansen, Peter Pelle Clausen, Ole Wind Bertelsen, Lars Broholm, Søren Kannegaard, Troels Bech, Louise Fuhr, Flemming Borby, Ole Hydr, Jesper Bech Løkza, Asbjørn Bech Jessen, Bjarne Henriksen, Poul Carlslund, Johnnie Madsen, Kristian Lund Meyer, Jens-Erik Due, Lars Høgsted, Mogens Justesen, Andreas Fuhr, Per Daumiller, Anders Mechlenburg, Sten Bülow Bredsted, Can Dyrlund og Peter Aagaard Larsen.

## Diskografi
- ”Pafpetakel”, PAF 008-1, LP, 1989
- ”Rejsen til ved siden af”, PAF 009-1, LP, 1992
- ”Rocking vrøvl og hans beskedne budskab”, PAF 009-2, LP, 1995
- ”Det usynlige tv”, PAF 2005-1, LP, 2005
- ”De dekonstruktivistiske tænkeres endeligt VOL. 1”, PAF 2005-2, CD, 2005
- ”Den gule elefant og et vognlæs med gamle, rådne lokummer”, digital udgivelse, 2020
- ”Udsalg på luftforurening”, digital udgivelse, 2020